# لويس فيلد
لويس فيلد (بالفرنسية: Louis Feuillade)‏ مواليد 19 فبراير 1873 في فرنسا - الوفاة 25 فبراير 1925 في نيس، كان مخرج ومنتج أفلام وكاتب سيناريو فرنسي بدأ نشاطه سنة 1905.

## وصلات خارجية
- لويس فيلد على موقع IMDb (الإنجليزية)
- لويس فيلد على موقع الموسوعة البريطانية (الإنجليزية)
- لويس فيلد على موقع ألو سيني (الفرنسية)
- لويس فيلد على موقع أول موفي (الإنجليزية)
- لويس فيلد على موقع قاعدة بيانات الأفلام السويدية (السويدية)
- لويس فيلد على موقع قاعدة بيانات الفيلم (الإنجليزية)
- لويس فيلد على موقع كينوبويسك (الروسية)